# Cystodytes
Cystodytes is een geslacht uit de familie Polycitoridae en de orde Phlebobranchia uit de klasse der zakpijpen (Ascidiacea).

## Soorten
- Cystodytes antarcticus Sluiter, 1912
- Cystodytes dellechiajei (Della Valle, 1877)
- Cystodytes denudatus Peres, 1953
- Cystodytes durus Drasche, 1883
- Cystodytes fuscus Monniot F., 1988
- Cystodytes guinensis Michaelsen, 1914
- Cystodytes lobatus (Ritter, 1900)
- Cystodytes luteus Monniot F., 1988
- Cystodytes morifer Michaelsen, 1919
- Cystodytes mucosus Monniot F., 1988
- Cystodytes multipapillatus Monniot F., 1988
- Cystodytes philippinensis Herdman, 1886
- Cystodytes planus Monniot F., 1974
- Cystodytes punctatus Monniot F., 1988
- Cystodytes ramosus Kott, 1992
- Cystodytes roseolus Hartmeyer, 1912
- Cystodytes rufus (Sluiter, 1909)
- Cystodytes semicataphractus (Sluiter, 1909)
- Cystodytes senegalense Monniot F., 1969
- Cystodytes solitus Monniot F., 1988
- Cystodytes variabilis (Sluiter, 1909)
- Cystodytes violatinctus Monniot F., 1988

Nomen dubium
- Cystodytes inflatus Heiden, 1893

Niet geaccepteerde soorten:
- Cystodytes branchiatus Buge & Monniot F., 1972 → Lissoclinum branchiatus (Buge & Monniot F., 1972)
- Cystodytes tasmanensis Kott, 1954  → Lissoclinum tasmanense (Kott, 1954)